# Émile Boutroux
Émile Boutroux (ur. 28 lipca 1845, zm. 22 listopada 1921) – francuski filozof, jeden z głównych przedstawicieli spirytualizmu oraz przeciwnik materializmu. Jego ideę broniące powiązań religii oraz nauki głosił w czasie znacznego wzrostu nauki w życiu codziennym. W 1898 mianowany do Akademii Nauk, a od 1912 roku członek Akademii Francuskiej. Idee Émile'a Boutroux wywarły wpływ na kształtowanie się światopoglądu Henriego Bergsona.

## Życiorys
Emile urodził się w 1845 roku w Montrouge w departamencie Hauts-de-Seine niedaleko Paryża. Uczęszczał do liceum Henri IV gdzie zdobył maturę w 1865 roku. Następnie rozpoczął studia w École normale supérieure. Po skończeniu studiów kontynuował naukę na uniwersytecie w Heidelbergu. Na uniwersytecie jego nauczycielem był Hermann von Helmholtz.
Po zakończeniu studiów w 1870 roku został zatrudniony jako profesor filozofii w liceum w Caen. W 1874 roku opublikował swoją pierwszą książkę pt. De la contingence des lois de la nature w której analizował implikację nauki Immanuela Kanta oraz jego wpływ na naukę.
W latach 1874–1876 Emile pracował jako wykładowca na wydziale literatury Uniwersytetu w Nantes. Tam poznał oraz poślubił Aline Poincaré, siostrę matematyka Henriego Poincarégo. W 1880 urodził mu się syn, Pierre Boutroux, który w przyszłości stał się dość znanym matematykiem oraz historykiem nauki.
W 1888 roku, Emile został mianowany profesorem filozofii współczesnej na paryskiej Sorbonie. W 1898 został mianowany na członka Akademii Nauk, a w 1912 został wybrany do Akademii Francuskiej.
Émile Boutroux zmarł w 1921 roku w Paryżu w wieku 76 lat.

## Ważniejsze dzieła
- De la contingence des lois de la nature (soutenance de thèse, 1874)
- La Grèce vaincue et les premiers stoïciens (1875)
- La Philosophie des Grecs, de E. Zeller (traduction, 1877–1884)
- La Monadologie, de Leibnitz (1881)
- Socrate, fondateur de la science morale (1883)
- Les Nouveaux Essais, de Leibnitz (1886)
- Questions de morale et d’éducation (1895)
- De l’idée de loi naturelle dans la science et la philosophie (1895)
- Études d’histoire de la philosophie, Paris, Félix Alcan (1897)
- Du devoir militaire à travers les âges (1899)
- Pascal (1900)
- Essais d’histoire de la philosophie (1901)
- La Philosophie de Fichte. Psychologie du mysticisme (1902)
- Science et religion dans la philosophie contemporaine (1908)